# Magomedchan Suleimanowitsch Arazilow
Magomedchan Suleimanowitsch Arazilow (aserbaidschanisch Maqomedxan Aratsilov; * 7. Mai 1958 in Churuk, Dagestanische ASSR, Russische SFSR) ist ein ehemaliger sowjetischer Ringer. Er gewann die Silbermedaille bei den Olympischen Spielen 1980 in Moskau und wurde 1978 in Mexiko-Stadt Weltmeister im Mittelgewicht im freien Stil.

## Werdegang
Magomedchan Arazilow, ein Aserbaidschaner (nach anderen Angaben Aware), wuchs in Baku auf und begann dort als Jugendlicher mit dem Ringen. Er entwickelte sich schon sehr früh zu einem hervorragenden Freistilringer. Sein Trainer in Baku war Ayub Mamedow. Obwohl er bereits mit 17 Jahren zu den besten sowjetischen Freistilringern im Mittelgewicht zählte, wurde er nie bei internationalen Meisterschaften im Nachwuchsbereich eingesetzt. Dafür wurde er schon mit 17 Jahren zum renommierten Werner-Seelenbinder-Turnier nach Leipzig entsandt, wo er mit einem 2. Platz im Mittelgewicht hinter Vasile Iorga aus Rumänien aber vor den Deutschen Günter Spindler, Klaus Girke und Adolf Seger einen hervorragenden Einstand auf der internationalen Ringermatte gab.
1976 gewann er in Toledo/USA ein gut besetztes Welt-Cup-Turnier vor dem US-Amerikaner Greg Hicks. 1977 wurde Magomedchan Arazilow dann erstmals bei der Weltmeisterschaft der Senioren in Lausanne eingesetzt. Er wurde Vize-Weltmeister, nachdem er gegen den ungarischen Routinier István Kovács nach Punkten unterlag.
1978 belegte Magomedchan Arazilow bei der sowjetischen Meisterschaft hinter Anatoli Markowitsch und vor Grigori Danko den 2. Platz. Er wurde trotzdem für die Weltmeisterschaft in Mexiko-Stadt nominiert und gewann dort den Weltmeistertitel im Mittelgewicht.
1979 feierte Magomedchan Arazilow vor allem in der Sowjetunion gegen stärkste Konkurrenz große Erfolge. Er wurde zunächst sowjetischer Meister im Mittelgewicht vor Anatoli Markowitsch und Pawel Potapenko und siegte dann auch bei Spartakiade der Völker der UdSSR.
Im Jahre 1980 konnte sich Magomedchan Arazilow für die Olympischen Spiele in Moskau qualifizieren. Er feierte in Moskau in seinen ersten fünf Kämpfen fünf Siege und schlug dabei auch Istvan Kovacs. Im Endkampf unterlag er aber dem sich in Bestform befindlichen Ismail Abilow und musste sich damit mit der Silbermedaille begnügen.
Nach seiner Zeit als aktiver Ringer schloss Magomedchan eine Trainerausbildung ab und war von 1985 bis 1992 Trainer der sowjetischen Nationalmannschaft der Freistilringer. Derzeit (Stand: 21. April 2008) ist er Nationaltrainer von Aserbaidschan. Er trainiert unter anderem Çamsulvara Çamsulvarayev, der bei der Europameisterschaft 2008 im Weltergewicht den 3. Platz belegte.

## Internationale Erfolge
(OS = Olympische Spiele, WM = Weltmeisterschaft, F = freier Stil, Mi = Mittelgewicht, damals bis 82 kg Körpergewicht)
- 1975, 2. Platz, "Werner-Seelenbinder"-Turnier in Leipzig, F, Mi, hinter Vasile Iorga, Rumänien u. vor Günter Spindler u. Klaus Girke, bde. DDR u. Adolf Seger, BRD;

- 1976, 1. Platz, World Cup in Toledo/USA, F, Mi, vor Greg Hicks, USA, S. Zarafshani, Iran u. Richard Deschatelets, Kanada;

- 1977, 4. Platz, Turnier in Tiflis, F, Mi, hinter Hassan Zangiew, Guren Makarasaschwili u. Fatikow, u. vor Grigori Danko u. Sanassar Howhannisjan, alle UdSSR;

- 1977, 2. Platz, WM in Lausanne, F, Mi, mit Siegen über Dsewegiin Düwtschin, Mongolei, Jimmy Martinetti, Schweiz, Adolf Seger, Christopher Campbell, USA u. Mehmet Uzun, Türkei u. einer Niederlage gegen István Kovács, Ungarn (Platzierung: 1. Seger, 2. Arazilow, 3. Kovacs);

- 1978, 1. Platz, WM in Mexiko-Stadt, F, Mi, mit Siegen über Akira Ōta, Japan, Mohammed Bazmavar, Iran, Schukri Achmedow, Bulgarien, Dsewegiin Düwtschin, Istvan Kovacs u. Adolf Seger;

- 1979, 1. Platz, Spartakiade der UdSSR, F, Mi, vor Dan Schuler, USA u. Ruderman, Fatikow u. Anatoli Prokoptschuk, alle UdSSR;

- 1979, 3. Platz, WM in San Diego, F, Mi, mit Siegen über Clark Davis, Kanada, Ismail Abilow, Bulgarien, Adolf Seger, Dsewegiin Düwtschin u. John Peterson (Ringer), USA u. einer Niederlage gegen Istvan Kovacs (Platzierung: 1. Kovacs, 2. Peterson, 3. Arazilow);

- 1980, Silbermedaille, OS in Moskau, F, Mi, mit Siegen über Armin Weiher, DDR, Abdul Rahman Mohammed, Irak, Dsewegiin Düwtschin, Henryk Mazur, Polen u. Istvan Kovacs u. einer Niederlage gegen Ismail Abilow;

- 1981, 6. Platz, Großer Preis der BRD in Freiburg, F, Mi, hinter Oleg Korajew, UdSSR, Leszek Ciota, Polen, Günter Busarello, Österreich, Lajos Nagy, Ungarn u. Michel Mege, Frankreich